# Yanjaa
Yanjaa Wintersoul, connue sous le nom de Yanjaa (mongol : Янжаа), est une athlète de la mémoire. Elle est l'un des 22 grands-maîtres de la mémoire. Elle obtient une reconnaissance mondiale en 2014 en remportant la médaille d'or par équipe ainsi que la première place dans la catégorie « Noms et visages » des Championnats du Monde de la Mémoire à Haikou (Chine) alors qu'elle n'a commencé sa formation qu'un an plus tôt,,,,,.  En 2017, elle bat deux records du monde aux Championnats du monde à Jakarta (Indonésie) en mémorisant 212 noms et visages en 15 minutes et 354 images aléatoires en 5 minutes. Yanjaa et sa coéquipière Munkhshur Narmandakh deviennent les premières femmes de l'histoire à monter sur un podium mondial, obtenant respectivement la médaille de bronze et celle d'argent devant 130 concurrents.

## Enfance et éducation
Yanjaa est née à Oulan-Bator (Mongolie) d' une mère Bouriate et d'une père Khalkhas. Elle grandit en Mongolie, à Stockholm, Tokyo et fréquente un pensionnat au Kenya, l'école suédoise de Nairobi, où elle apprend le swahili et la philosophie. Yanjaa est diplômée de l'École de Commerce de Stockholm en Affaire et Économies et fut membre du conseil des élèves de l'équipe de marketing. Elle a également fréquenté l'Université d'Uppsala (Suède) pour étudier l'Histoire de l'art.

## Carrière
Yanjaa décide de faire des compétitions de mémoire après avoir lu Aventures au cœur de la mémoire (Moonwalking with Einstein (en)), de l'auteur américain et champion de la mémoire Joshua Foer,. Elle participe à sa première compétition deux mois après sa lecture, gagnant le prix du nouveau venu et arrivant première dans la catégorie « Noms et visages » au German Open Memory à Munich (Allemagne). Depuis, elle a été médaillée dans plusieurs compétitions et a battu de nombreux records. En 2015, Yanjaa est invitée en tant que l'une des 200 Leaders of Tomorrow au 46e St. Gallen Symposium en Suisse, en reconnaissance de sa réussite à un si jeune âge.
La même année, elle apparaît dans le documentaire suédois Masterminds, qui la suit durant le Championnat suédois de la mémoire en 2014, où elle se classe 2e au général. Elle est la vedette du documentaire How to Remember Everything, qui la suit durant les Championnats du Monde de la mémoire en 2014. Yanjaa est invitée à parler au centième anniversaire de la société Investor AB, où elle montre ses capacités mémorielles. Elle est également interviewée pour parler entraînement de la mémoire et apprentissage des langues par Today, The Guardian, Wired mais aussi de nombreux médias en Suède, en Chine et en Mongolie,,. En 2017, elle tourne dans le documentaire Memory Games de la réalisatrice Janet Tobias,,.
Yanjaa est l'une des candidates de la saison 2017 de l'émission chinoise The Brain, qu'elle gagne en battant Yu Yipei, mémorisant plus d'images de synthèses qu'elle dans le même laps de temps donné,,,,. Elle est aussi concurrente dans l'émission Talang. Pendant l'audition, elle reçoit le golden buzzer du juge Alexander Bard et est envoyée directement en demi-finale après avoir mémorisé vingt noms et visages en 90 secondes. En demi, elle mémorise 30 chiffres en 30 secondes, atteint la finale et termine à la cinquième place du concours.
En septembre 2017, elle est présentée comme le « Catalogue humain IKEA 2018 » après avoir mémorisé tout le catalogue une semaine avant la parution du nouveau. Dans le cadre de cette campagne pour la ligne de magasin suédoise, elle fait une tournée de conférence en Thaïlande, en Malaisie et à Singapour où elle reçoit de nombreux prix,,.

## Compétitions notables

### 2014
- 3rd Regional German Open Memory Championship (4-5 avril, Neubiberg, Allemagne) : 18e place au classement général. 1re place dans la catégorie « Noms et visage ».
- Göteborg Open Memory Championship (10-11 mai, Göteborg, Suède) : médaille de bronze.
- 1st Spanish Open Memory Championship  (18 octobre, Madrid, Espagne) : médaille de bronze[30].
- World Memory Championship (11-14 décembre, Haikou, Chine) : médaille d'or en équipe, médaille d'or en « 15 minutes, visages et noms » et médaille de bronze en « 15 minutes, images abstraite ».

### 2015
- Extreme Memory Tournoi (2-3 mai, San Diego, États-Unis) : atteint les 16 premiers.
- Hong Kong Open Memory Championship (22-23 août, Hong Kong, Chine) : médaille d'argent. Bat le record du monde de la catégorie « Noms et visages » avec 187 noms en 15 minutes.
- UK Open Memory Championship (27-28 août, Londres, Royaume-Uni) : médaille d'argent. Bat le record national en mémorisant 256 mots en 15 minutes.
- World Memory Championships (16-18 décembre, Chengdu, Chine) : 8e au classement général sur 275 participants.

### 2016
- Extreme Memory Tournament (24-26 juin, San Diego, États-Unis) : finit dans les 16 premiers.

### 2017
- World Memory Championships (1-3 décembre, Jakarta, Indonésie): médaille de bronze, double grand-maître international et médaille d'or par équipe. Bat deux records du monde : « noms et visages » et « images aléatoires ».

## Records
Au 5 décembre 2017, Yanjaa détient 2 records du monde, 5 records nationaux et se classe 7e mondiale,,.